# The Singles Collection (album de Britney Spears)
Cet article concerne l'album de Britney Spears. Pour l'album de David Bowie, voir The Singles Collection.
Pour les articles homonymes, voir The Singles Collection.
Albums de Britney Spears
Circus
(2008) Femme Fatale
(2011)
Singles
The Singles Collection est le second greatest hits de la chanteuse américaine Britney Spears, publié à l'occasion de ses dix ans de carrière avec son label Jive Records. La compilation est sortie sous de nombreux formats différents, comprenant un CD, une édition CD+DVD et un coffret, contenant les vingt-neuf singles de la chanteuses en format CD Single avec leur pochette d'origine. L'édition CD+DVD ainsi que le coffret contiennent un DVD sur lequel figure des vidéoclips de Spears. L'album comprend une nouvelle chanson, 3, produite par Max Martin et Shellback.
The Singles Collection a été salué par les critiques, notant l'impact et l'influence de Spears dans la musique pop au cours de sa première décennie au sein de l'industrie musicale. L'album s'est classé dans le top 40 en Australie, au Japon, au Mexique, en Nouvelle-Zélande et aux États-Unis ainsi que dans un certain nombre de pays européens. 3 a été publié comme unique single de l'album. Aux États-Unis, il fait ses débuts en première position au Billboard Hot 100, devenant ainsi la première chanson en trois ans a débuté directement en pole position.

## Genèse
Le 12 juillet 2009, Spears confirme via son compte Twitter qu'elle a commencé à enregistrer de nouvelles chansons, indiquant qu'elle se rendait en studio avec le compositeur et producteur suédois Max Martin. Le 23 septembre 2009, Jive Records annonce officiellement sur le site officiel de Spears la sortie d'un greatest hits intitulé The Singles Collection, à l'occasion des dix ans de carrière de Britney Spears. La compilation donne suite à Greatest Hits: My Prerogative, sorti en 2004. Une date de sortie est fixée au 24 novembre 2009 et l'album inclut une chanson inédite intitulée 3, produite par Max Martin et Shellback. La compilation est disponible en deux éditions, une version standard ainsi qu'un coffret. La version standard contient un seul CD regroupant dix-sept titres, dont 3. Le coffret contient vingt-neuf singles dont 3, tous dans leur étui avec leur pochette originale, accompagnées d'un original face B ou un remix. L'opus inclus également un livret regroupant des images iconiques de la carrière de Spears, agrémentées d'anecdotes sur chacun des singles. Aussi est inclus un DVD rassemblant tous les vidéoclips de Britney Spears de ...Baby One More Timbe à Radar dans l'ordre chronologique.
Le 14 octobre 2009, Jive Records annonce dans un nouveau communiqué de presse que la date de sortie de la version standard est avancée au 10 novembre 2009. La date de parution du coffret reste quant à elle fixée au 24 novembre. Le lendemain, une version CD+DVD est annoncée à paraître le 10 novembre 2009, dans tous les pays sauf en Amérique du Nord. Cette version inclus les titres de la version standard ainsi que le single I'm Not a Girl, Not Yet a Woman.

## Réception

### Critiques
Stephen Thomas Erlewine de AllMusic attribue à The Singles Collection cinq étoiles sur cinq et la comparant à Greatest Hits: My Prerogative, souligne le fait que, bien que les deux compilations aient la même longueur, elles étaient toutes deux « des expériences d'écoute différentes expériences d'écoute ». Il a également noté que les chansons les plus récentes « aider à repousser The Singles Collection de la teen pop et à se rapprocher d'un pur bonheur dance-pop. [...] Ceci résulte d'une forte combinaison d'écoute car il n'y a pas de pistes lentes ici, seulement un défilé de morceaux implacables et des rythmes qui accrochent jusqu'à définir le son d'une décennie ». Mayer Nissim de Digital Spy a également donné à l'album cinq étoiles sur cinq, déclarant qu'« il a parfaitement saisi la carrière de l'une des meilleurs artistes solo de ces dix dernières années. Lancé de ...Baby One More Timbe à Radar, vous obtenez un disque qui suit une progression dans le style et la substance de l'écolière ingénue portant l'uniforme à la bombe sexuelle. [...] Le seul lien discutable est le duo avec Madonna, Me Against the Music, mais dans ce contexte ce qui semblait être un passage respectueux de flambeau semble aujourd'hui une capitulation sans condition du trône de la pop à son héritière légitime. » Le critique note également l'impact de Britney Spears sur la culture populaire et la musique pop, en soulignant Oops!... I Did It Again, Toxic et Stronger.
Brian Linder d'IGN commenta, « En 2004, Greatest Hits: My Prerogative [...] a capture les moments marquants des beaux jours de Britney, mais il lui manquait des productions plus mature axé club axé qu'elle a produit ces dernières années. Ceci contribue à faire de cette compilation un achat justifiable pour les amateurs de la chanteuse. » Mike Diver de la BBC Online considère The Singles Collection comme « l'album décisif de Britney » et ajoute que « ces chansons ne font pas seulement une marque, qui traînent dans les mémoires - ce sont des pièces maîtresses des dix dernières années de l'histoire de la pop, et méritent mieux que d'être méprisées par ce qu'on appelle des auditeurs exigeants. » Evan Sawdey de PopMatters désigne l'album comme « une collection d'éclat de mélodies qui résume de manière sélective la carrière d'une des plus grands chanteuses pop de la dernière décennie. » Sputnikmusic déclara: « C'est le deuxième greatest hits de Britney et il est incroyablement solide. Il se concentre principalement sur ses temps forts, ses morceaux les plus dansants, avec quelques-uns plus lents lancés là pour changer les idées en place sans pour autant perturber le flux constant et de qualité des chansons pop » et résumant la chronique en ajoutant « En tant qu'une des artistes les plus brillantes de la décennie, faut-il s'étonner que cette compilation soit si bonne? ».

### Classements et accueil commercial
Aux États-Unis, The Singles Collection fait ses débuts à la 22e place du Billboard 200, avec 26 800 exemplaires vendus lors de sa première semaine d'exploitation. L'album s'est écoulé à plus de 172 000 exemplaires aux États-Unis. Au Canada, l'album a été certifié disque d'or par la Music Canada (CRIA) pour plus de 40 000 ventes enregistrées. La compilation a débuté 15e au Mexique et a été certifié disque d'or par la Asociación Mexicana de Productores de Fonogramas y Videogramas (AMPROFON) pour 30 000 unités écoulées. Le 23 novembre 2009, l'album débute 23e en Australie. La même semaine, c'est à la 22e place qu'il se classe en Nouvelle-Zélande. L'opus a atteint le top 40 en Belgique francophone, au Danemark, en Grèce et en Norvège, et s'est également classé en Belgique (Flandre), Finlande, Espagne et Pays-Bas. En France l'album atteint la 10e place du Top Compilations. En janvier 2011, The Singles Collection ré-entre dans les charts en Irlande et au Royaume-Uni, respectivement à la 51e et 47e place. En juillet 2011, l'album s'est vendu à 700 000 exemplaires dans le monde.

## Single
3 est annoncé comme unique single de l'album le 23 septembre, 2009 en parallèle de l'annonce de The Singles Collection. Il a été envoyé aux stations de radio le 29 septembre 2009. La chanson a reçu des avis positifs de la part des critiques, et fait ses débuts en 1re place du Billboard Hot 100 aux États-Unis, battant des records. Il fait de Spears la première artiste en plus de trois ans à débuter en pole position et la seule artiste non issue d'American Idol à le faire en onze ans. Ce fut le 16e titre de l'histoire du Billboard Hot 100 à débuter en 1re place et également la chanson au titre le plus court (3) à atteindre le sommet du classement. 3 a également en 1re place au Canada et s'est classé dans le top 10 en Australie ainsi que dans de nombreux pays européens dont la Belgique francophone, la République tchèque, la Finlande, la France, l'Irlande, la Norvège, la Suède et le Royaume-Uni.

## Liste des chansons

### Édition standard / édition CD+DVD
| No  | Titre                                                | Auteur | Producteur(s)                                                 | Durée |
| --- | ---------------------------------------------------- | --- | ------------------------------------------------------------- | ----- |
| 1.  | 3                                                    | Max Martin, Shellback, Tiffany Amber                                                                                              | Max Martin, Shellback                                         | 3:33  |
| 2.  | ...Baby One More Time                                | Max Martin | Denniz Pop, Max Martin, Rami Yacoub                           | 3:31  |
| 3.  | (You Drive Me) Crazy (The Stop Remix!)               | Max Martin, Jörgen Elofsson, Per Magnusson, David Kreuger                                                                         | Max Martin, Rami Yacoub                                       | 3:17  |
| 4.  | Born to Make You Happy                               | Andreas Carlsson | Kristian Lundin                                               | 3:35  |
| 5.  | Oops!...I Did It Again                               | Max Martin, Rami Yacoub | Max Martin, Rami Yacoub                                       | 3:31  |
| 6.  | Stronger                                             | Max Martin, Rami Yacoub | Max Martin, Rami Yacoub                                       | 3:23  |
| 7.  | I'm a Slave 4 U                                      | Pharrell Williams, Chad Hugo | The Neptunes                                                  | 3:25  |
| 8.  | I'm Not a Girl, Not Yet a Woman                      | Max Martin, Dido, Rami Yacoub | Max Martin, Rami Yacoub                                       | 3:51  |
| 9.  | Boys (The Co-Ed Remix) (featuring Pharrell Williams) | Chad Hugo, Pharrell Williams | The Neptunes                                                  | 3:46  |
| 10. | Me Against the Music (featuring Madonna)             | Britney Spears, Madonna, Christopher Stewart, Penelope Magnet, Thabiso Nikhereanye, Terius Nash, Gary O'Brien                     | Britney Spears, Christopher "Tricky" Stewart, Penelope Magnet | 3:45  |
| 11. | Toxic                                                | Bloodshy & Avant, Cathy Dennis, Henrik Jonback                                                                                    | Bloodshy & Avant                                              | 3:20  |
| 12. | Everytime                                            | Britney Spears, Annette Artani | Guy Sigsworth                                                 | 3:50  |
| 13. | Gimme More                                           | Nate Hills, James Washington, Keri Hilson, Marcella Araica                                                                        | Danja                                                         | 4:11  |
| 14. | Piece of Me                                          | Christian Karlsson, Pontus Winnberg, Klas Åhlund                                                                                  | Bloodshy & Avant                                              | 3:32  |
| 15. | Womanizer                                            | Nikesha Briscoe, Rafael Akinyemi                                                                                                  | The Outsyders                                                 | 3:43  |
| 16. | Circus                                               | Lukasz Gottwald, Claude Kelly, Benjamin Levin                                                                                     | Dr. Luke, Benny Blanco                                        | 3:11  |
| 17. | If U Seek Amy                                        | Max Martin, Shellback, Savan Kotecha, Alexander Kronlund                                                                          | Max Martin                                                    | 3:36  |
| 18. | Radar                                                | Christian Karlsson, Pontus Winnberg, Henrik Jonback, Balewa Muhammad, Candice Nelson, Ezekiel "Zeke" Lewis, Patrick "J.Que" Smith | Bloodshy & Avant, The Clutch                                  | 3:48  |

#### DVD
- | Contenu du DVD ...Baby One More Time (You Drive Me) Crazy Born to Make You Happy Oops!...I Did It Again Stronger I'm a Slave 4 U I'm Not a Girl, Not Yet a Woman Me Against the Music Toxic Everytime Gimme More Piece of Me Womanizer Circus If U Seek Amy Radar |

### Coffret

#### DVD
- | Contenu du DVD ...Baby One More Time Sometimes (You Drive Me) Crazy Born to Make You Happy From the Bottom of My Broken Heart Oops!...I Did It Again Lucky Stronger Don't Let Me Be the Last to Know I'm a Slave 4 U Overprotected (The Darkchild Remix) I'm Not a Girl, Not Yet a Woman I Love Rock 'n' Roll Me Against the Music Toxic Everytime My Prerogative Do Somethin' Someday (I Will Understand) Gimme More Piece of Me Break the Ice Womanizer Circus If U Seek Amy Radar |

## Formats
- CD — édition 17 titres
- CD+DVD — édition 18 titres et DVD avec 16 vidéoclips
- Coffret — 29 singles et DVD avec 26 vidéoclips
- Téléchargement digital — édition 17 titres
- Téléchargement digital iTunes — édition 18 titres incluant I'm Not a Girl, Not Yet a Woman
- Digital deluxe — édition 58 titres
- iTunes Digital 45s — 29 singles vendus séparément

## Classements
| Classement (2009) | Meilleure position |
| ----------------- | ------------------ |
| Allemagne         | 80                 |
| Australie         | 23                 |
| Belgique (Nl)     | 50                 |
| Belgique (Fr)     | 23                 |
| Danemark          | 30                 |
| Espagne           | 43                 |
| États-Unis        | 22                 |
| Finlande          | 49                 |
| France            | 10                 |
| Grèce             | 40                 |
| Italie            | 27                 |
| Japon             | 8                  |
| Mexique           | 15                 |
| Norvège           | 36                 |
| Nouvelle-Zélande  | 22                 |
| Royaume-Uni       | 38                 |